# АБ-акція
АБ-акція (транслітерація оригінальної назви: нім. AB-Aktion, Ausserordentliche Befriedungsaktion — буквально: «Надзвичайна акція умиротворення») — операція з цілеспрямованого фізичного винищення «мозку нації» — інтелектуальної еліти, інтелігенції; керівництва національного спротиву та представників провідних класів польського суспільства у травні–червні 1940 року. Мала всі ознаки геноциду.
Операція була продовженням попередньої подібної «акції» 1939 року, яка називалася нім. «Intelligenzaktion». Тоді були вбиті вчителі, священики, лікарі. 
АБ-акція мала метою знищення представників тих класів Польщі, які грали вирішальну роль в організації національного спротиву агресії та окупації країни Німеччиною. Головним чином інтелігенції, національної шляхти, офіцерства.
Основну роль у здійсненні АБ-акції відігравали гестапо та СС, керував нею «намісник» окупованої Польщі Ганс Франк. Унаслідок цієї акції арештовано та вбито 7,5 тисяч осіб.

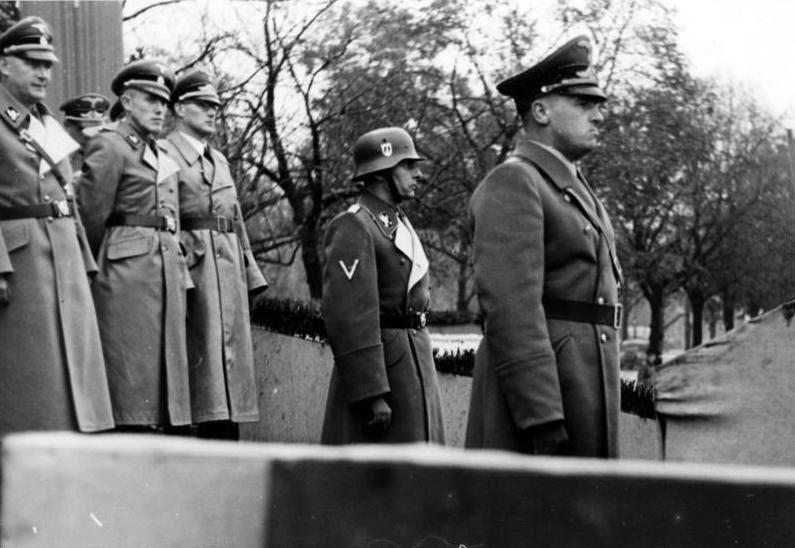
Ганс Франк (на першому плані) і Фрідріх Вільгельм Крюгер (другий праворуч)